# 谷口充大
谷口 充大（たにぐち みつひろ、1984年3月16日 - ）は、日本のプロデューサー、ディレクター、VFXスーパーバイザー。株式会社テトラ代表取締役。愛知県稲沢市出身。

## 来歴
2007年、専門学校時代のクラスメイトと共に株式会社テトラを設立。
2016年、『彼岸島X』で初のアニメ作品を企画プロデュース。
2016年、モーションキャプチャ技術を応用し、体だけでなく、指先、表情の動きまでリアルタイムに再現する『CAPTUREROID』を開発する。

## 作品

### 映画
- トミカヒーロー レスキューフォース 爆裂MOVIE マッハトレインをレスキューせよ!  （CGディレクター）
- いけちゃんとぼく  （CGディレクター）
- 火天の城  （CGディレクター）
- 忘れ雪  （VFXスーパーバイザー）
- ガッチャマン (映画)  （CGディレクター）
- シン・ゴジラ  （CGディレクター）
- 彼岸島 デラックス  （VFXスーパーバイザー）[2]
- 映画 妖怪ウォッチ 空飛ぶクジラとダブル世界の大冒険だニャン!  （CGディレクター）

### ドラマ
- 彼岸島 Love is over  （VFXスーパーバイザー）

### アニメ
- アイドルメモリーズ  （CGディレクター）
- 彼岸島X  （企画・シリーズ構成・製作総指揮）[3]
- バジリスク 〜桜花忍法帖〜  （CGディレクター）

### ゲーム
- 夢幻のラビリズ  （ディレクター・プランナー）[4]

### その他
- CAPTUREROID  （企画・プロデューサー）[5]